# Kruzifix (Ignaz Günther)
Das Kruzifix von Ignaz Günther ist eine Elfenbein-Arbeit aus der Zeit um 1760 im Bestand des Germanischen Nationalmuseums in Nürnberg.

## Beschreibung
Das aus Elfenbein gefertigte Kruzifix zeigt den von Wundmalen übersäten Christus am Kreuz mit steil angewinkelten Armen und überkreuzten Beinen. Sein Blick ist in die Ferne gerichtet, seine Lendengegend von einem doppelt geknoteten Lendentuch bedeckt. Über seinem Kopf befindet sich ein Holztäfelchen mit der Inschrift INRI.
Das Kruzifix gilt als eine Vorarbeit zu Paul Egells Porzellankruzifix für die Cäcilienkapele der Münchner Residenz Max III. Josephs. Als solches belegt es die Praxis von Elfenbein-Vorarbeiten für Porzellanarbeiten sowie eine Zusammenarbeit beider Künstler über die Lehrzeit Günthers hinaus.

## Maße
Das Kruzifix hat eine Höhe von 62,7 cm, eine Breite von 35,3 cm und eine Tiefe von 8,9 cm.

## Provenienz
Das Objekt hat wohl ausschließlich als Vorarbeit gedient und war nie in sakralem Gebrauch. Nach der Lieferung an Egell verblieb es vermutlich in dessen Werkstatt und ist mit der Auflösung der Egell-Werkstatt in Privatbesitz gelangt. Im späten 19. Jahrhundert ist es in einer süddeutschen Privatsammlung nachgewiesen, aus der es der Sammler W. K. Roentgen erwarb. Roentgens Sammlung wurde 1930 in München bei Hugo Helbing versteigert. In den nachfolgenden Jahren gelangte das Kruzifix in den Besitz des amerikanischen Fabrikanten Myers, der es 1954 der Sammlung der University of Wisconsin vermachte. Nach dem damals in den USA üblichen Bedingungen wurde ein Wert des Objekts ausgehandelt, den Myers über mehrere Jahre verteilt steuerlich absetzen konnte. In den 1960er Jahren gab es eine Reihe von Strafprozessen gegen Stifter, da der Wert der Objekte oft zu hoch angesetzt war und die Finanzbehörden Steuern nachforderten. Im Verlauf eines solchen Prozesses im Jahr 1963 wurde auch der ausgehandelte Wert des Kruzifixes von 25.000 auf 1.800 US-Dollar reduziert, woraus sich für Myers Steuernachzahlungen von rund 10.000 US-Dollar ergaben. Die Universität Wisconsin hat in den 1980er Jahren ihre Bestände verkleinert und dabei auch das Kruzifix wieder veräußert. Über den Kunstmarkt gelangte es wieder zurück nach Deutschland und in den Privatbesitz eines Sammlers aus Ingolstadt, der es 1994 als Leihgabe an das Germanische Nationalmuseum gab. Dort trägt es die Inventarnummer Pl. O 3186.